# JR Gate Tower
35°10′15″N 136°52′54″E / 35.170915°N 136.8815369°E

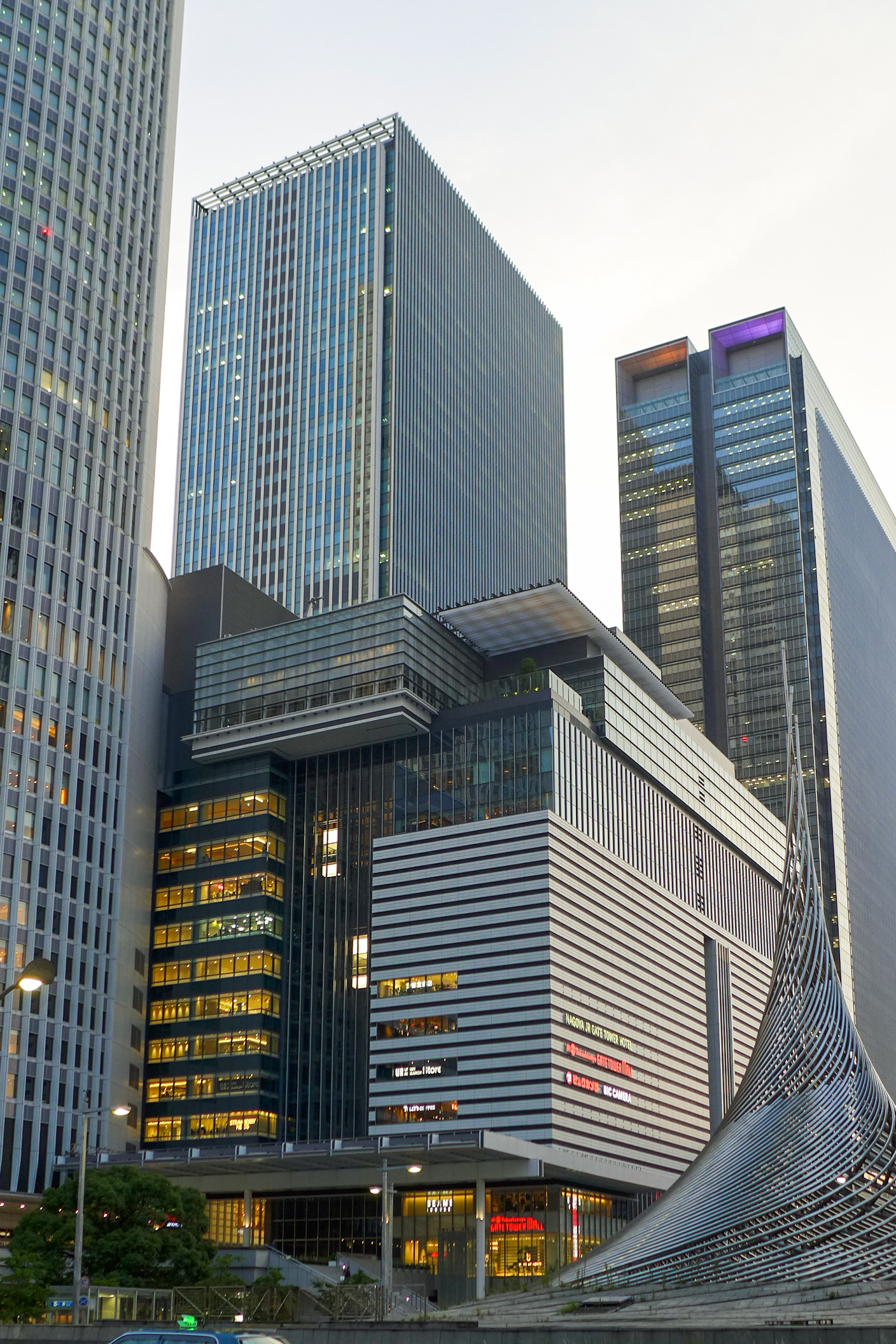
JR Gate Tower外貌（2017年）

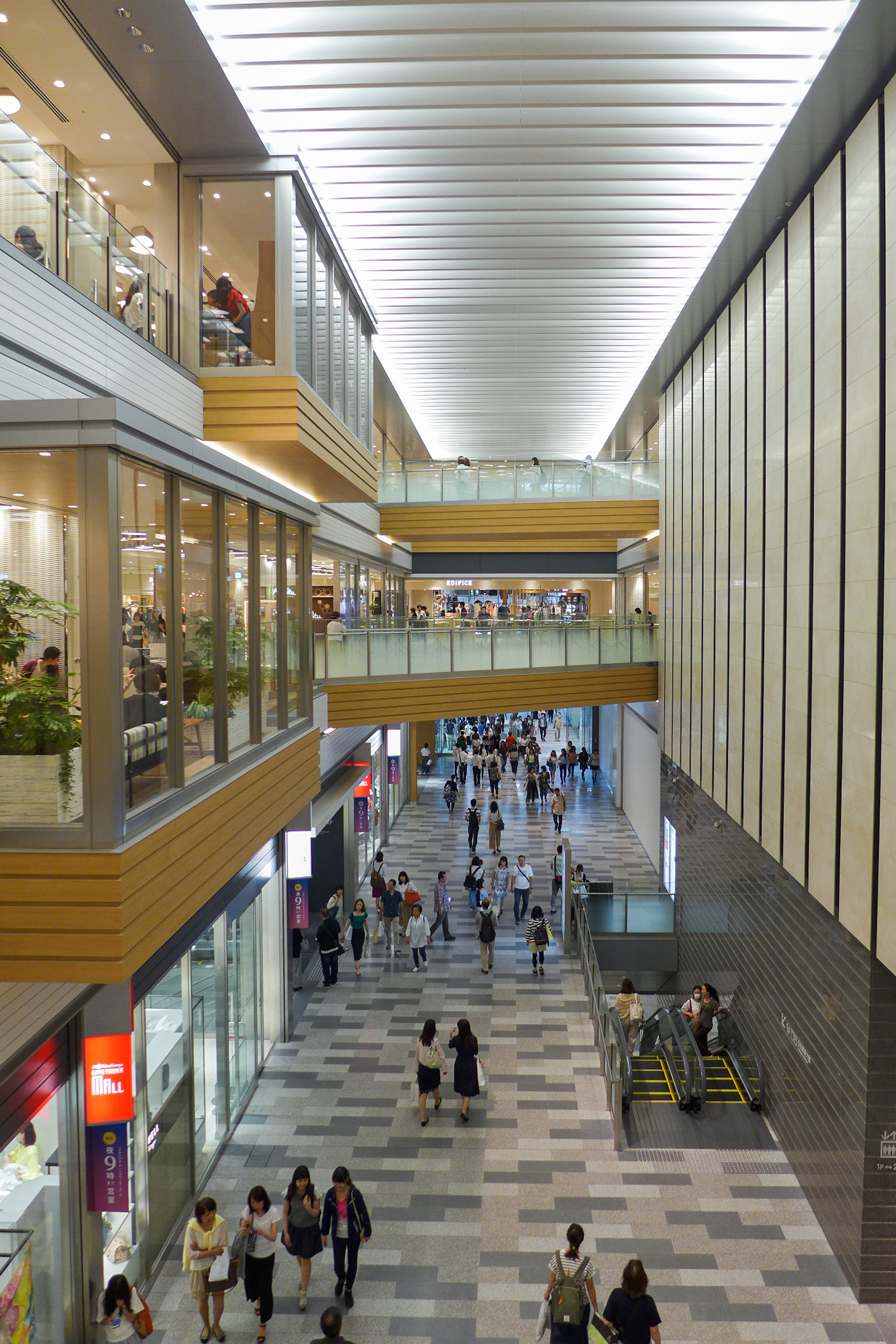
JR Gate Tower商場中庭

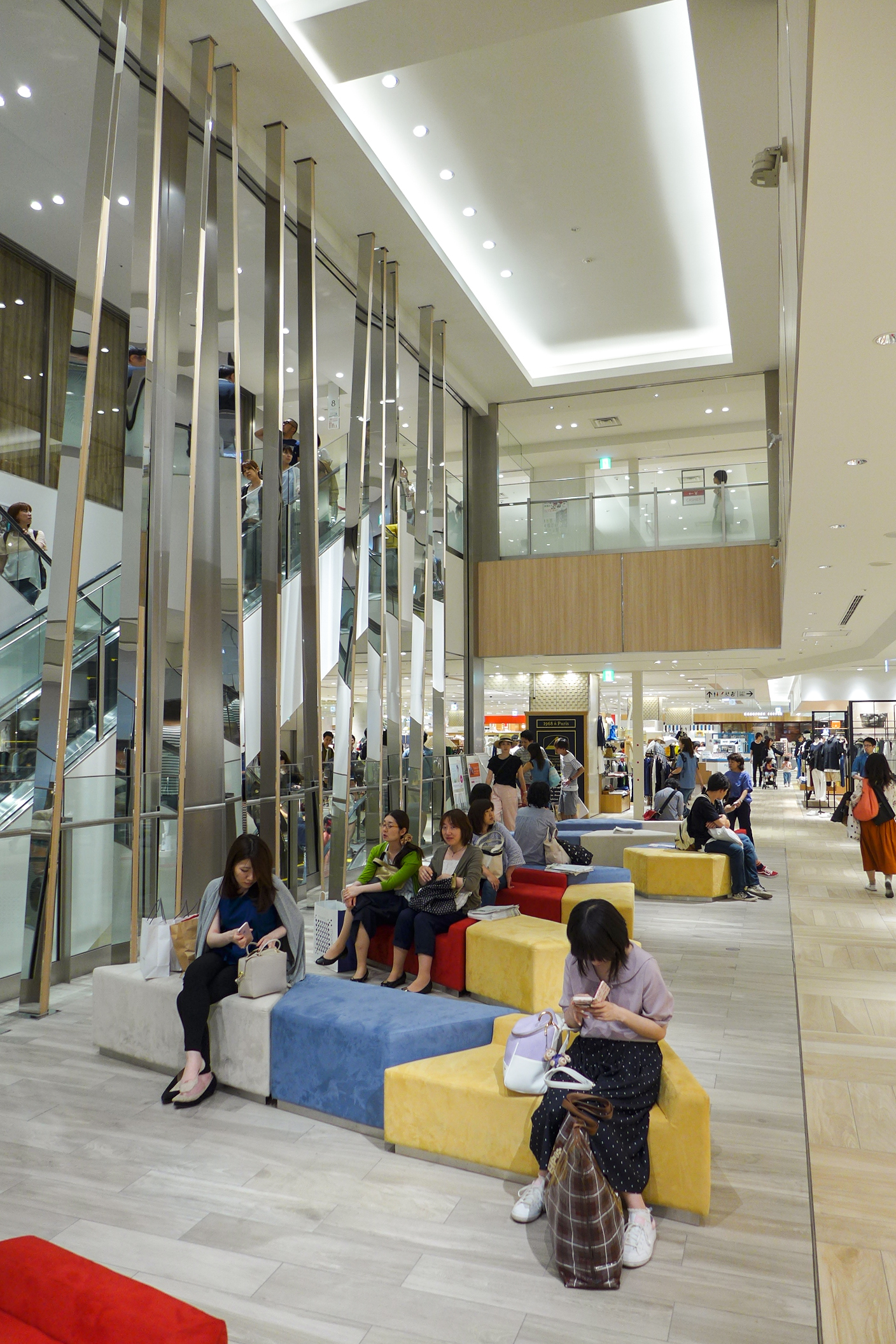
高島屋百貨7樓閒座區

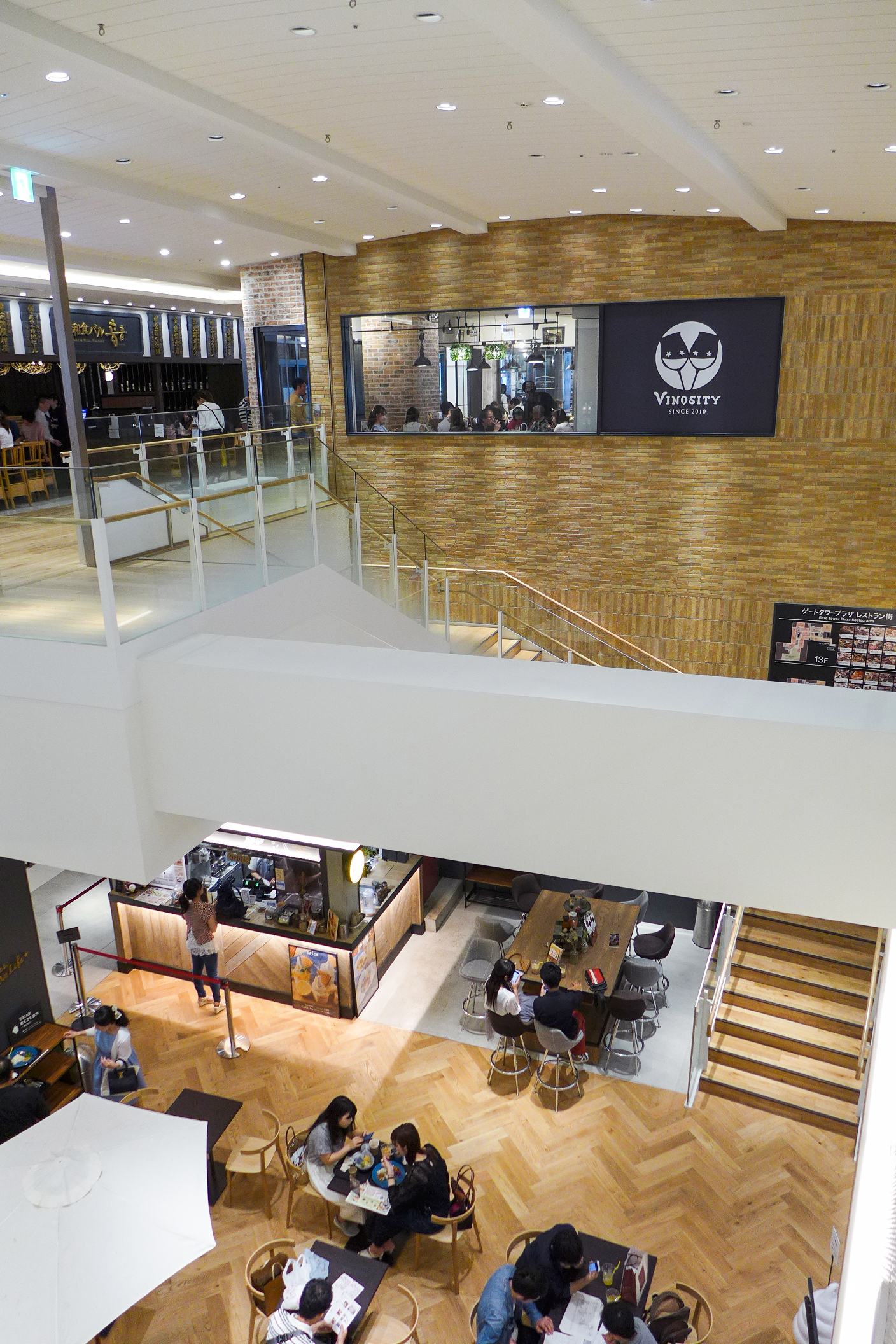
12至13樓食肆專層中庭

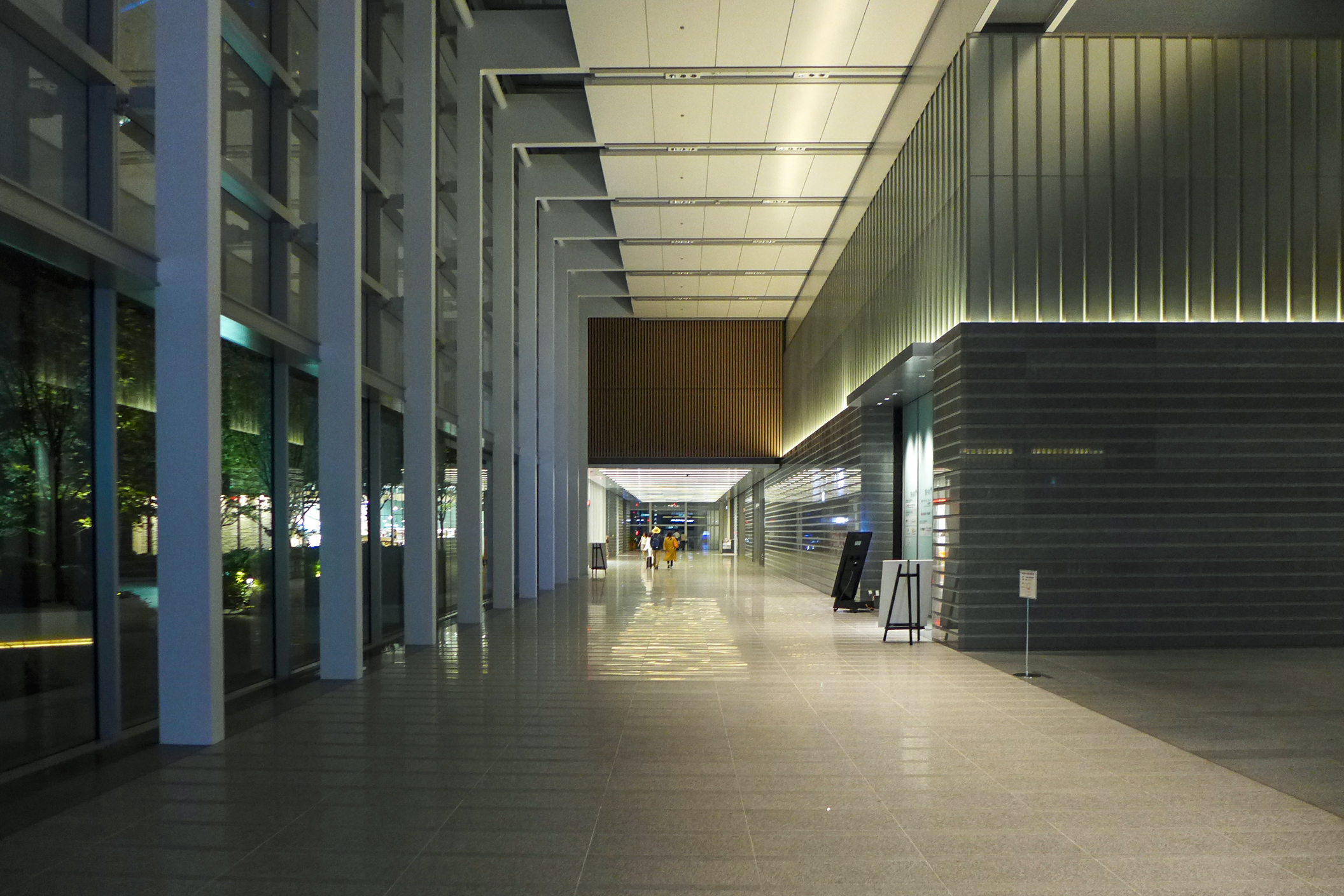
JR Gate Tower 15樓通道

JR Gate Tower（日语：JRゲートタワー）是位於日本愛知縣名古屋市中村區名古屋站上蓋的第三座高樓，同時為名古屋站一部份。該建築在JR名古屋站櫻通口北面，在2017年3月落成，同年4月17日正式開幕。

## 歷史
JR東海在2008年宣布名古屋站上蓋重建計劃，原計劃樓高55層，面積達28萬平方米。最後缩減至46層。2012年開始進行拆遷工作。辦公室先於是2016年11月7日啟用，大多商業設施及酒店在2017年4月17日開幕。

## 結構
大廈樓高46層，分為商場、酒店及辦公室。地下至11樓是商場部份，租戶包括地下至7樓的高島屋百貨（Gatetower Mall）、8樓的三省堂書店、9樓及10樓的Bic Camera以及11樓的Uniqlo和GU。12至13樓是食肆專層，設37間餐廳。商場各層設公共座位供遊人休息，多達300張。每層洗手間裝修亦有不同主題，形容為日本最大的。
辦公室及JR GATE TOWER大飯店入口和大堂設於15樓。同層設戶外庭園、便利店和日本目前最高的星巴克，並設露天花園，讓食客可欣賞到名古屋站一帶的鬧市景色。
此外，每層設通道往JR中央大廈。

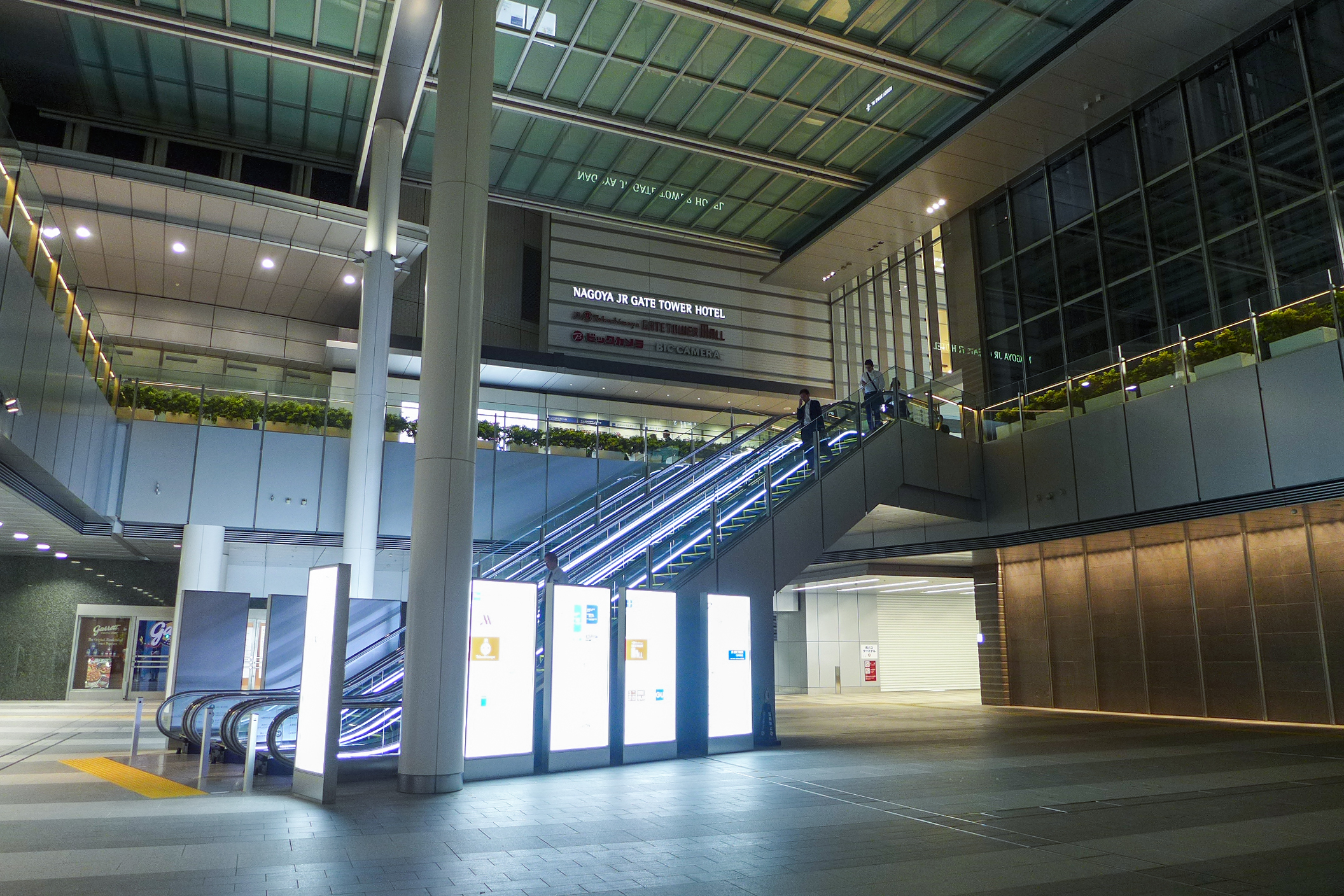
地下入口
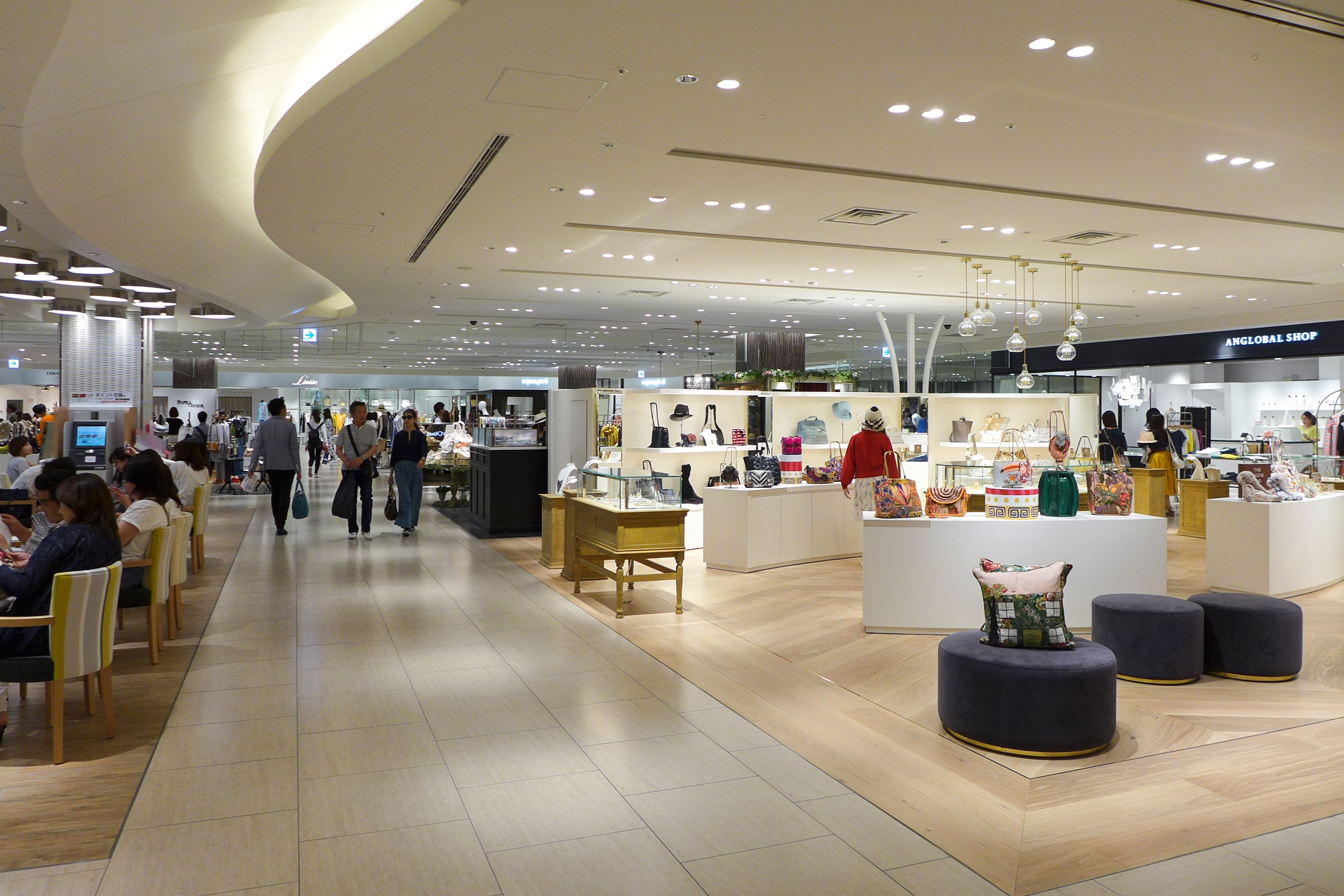
高島屋百貨3樓
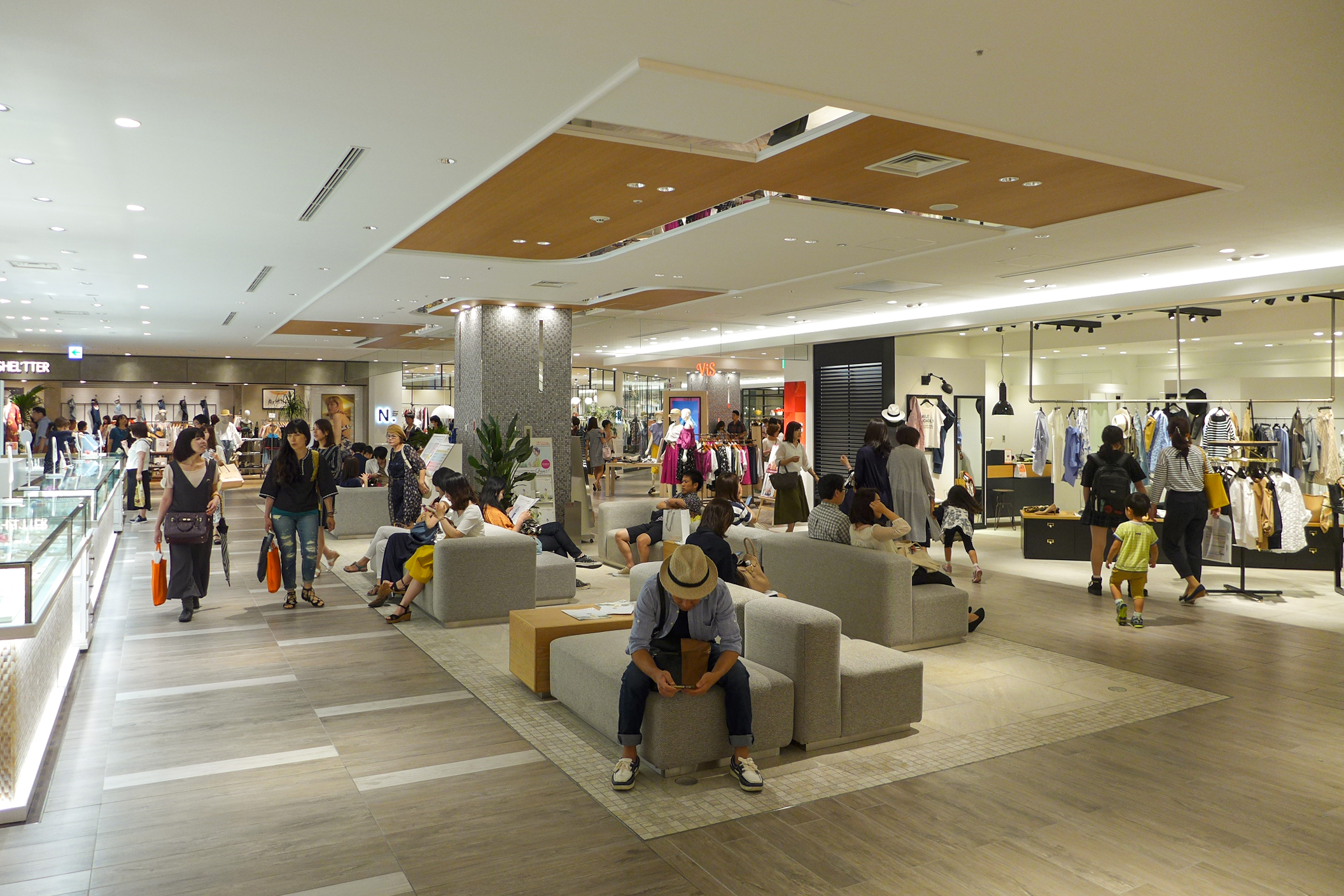
高島屋百貨5樓時裝店
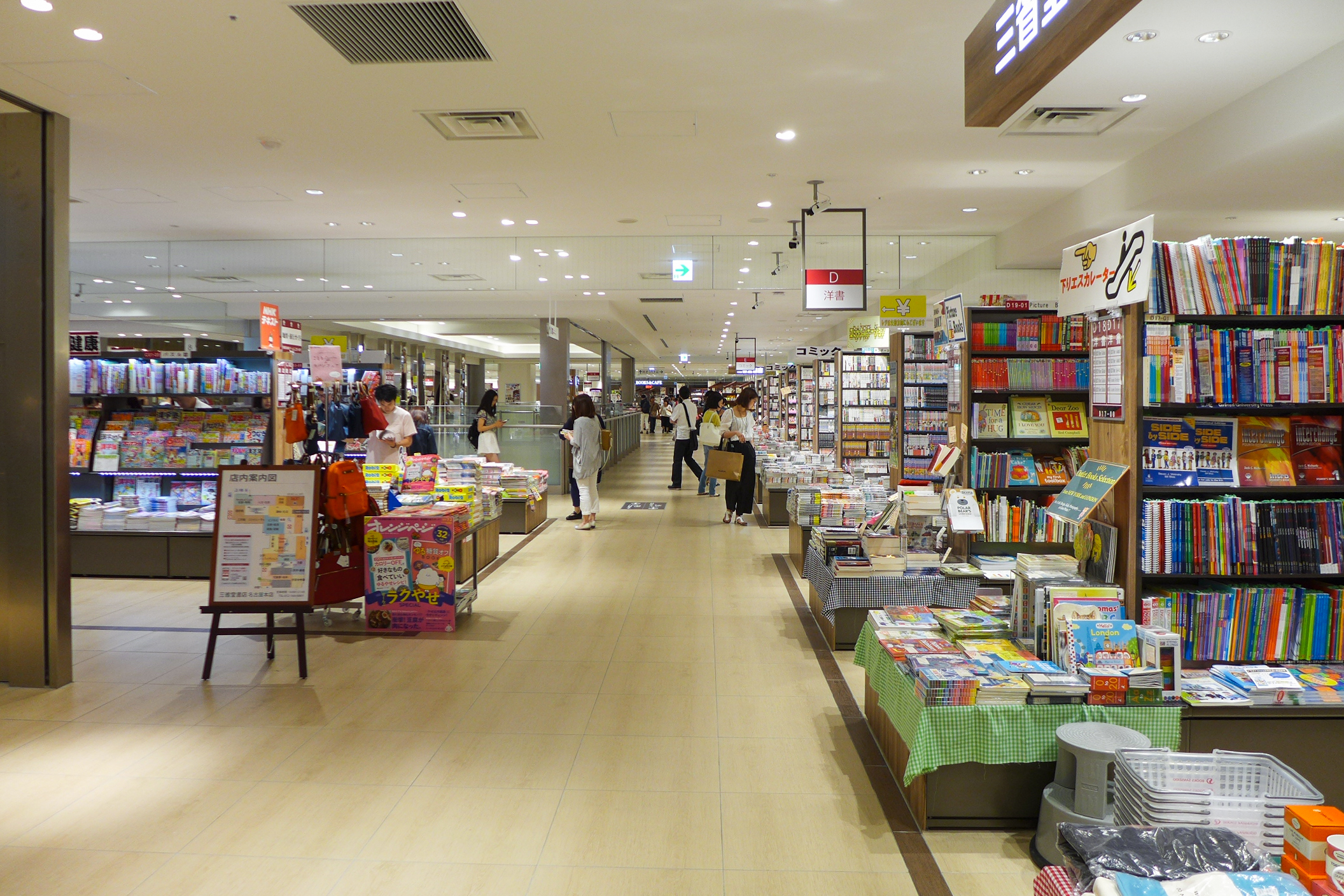
8樓的三省堂書店
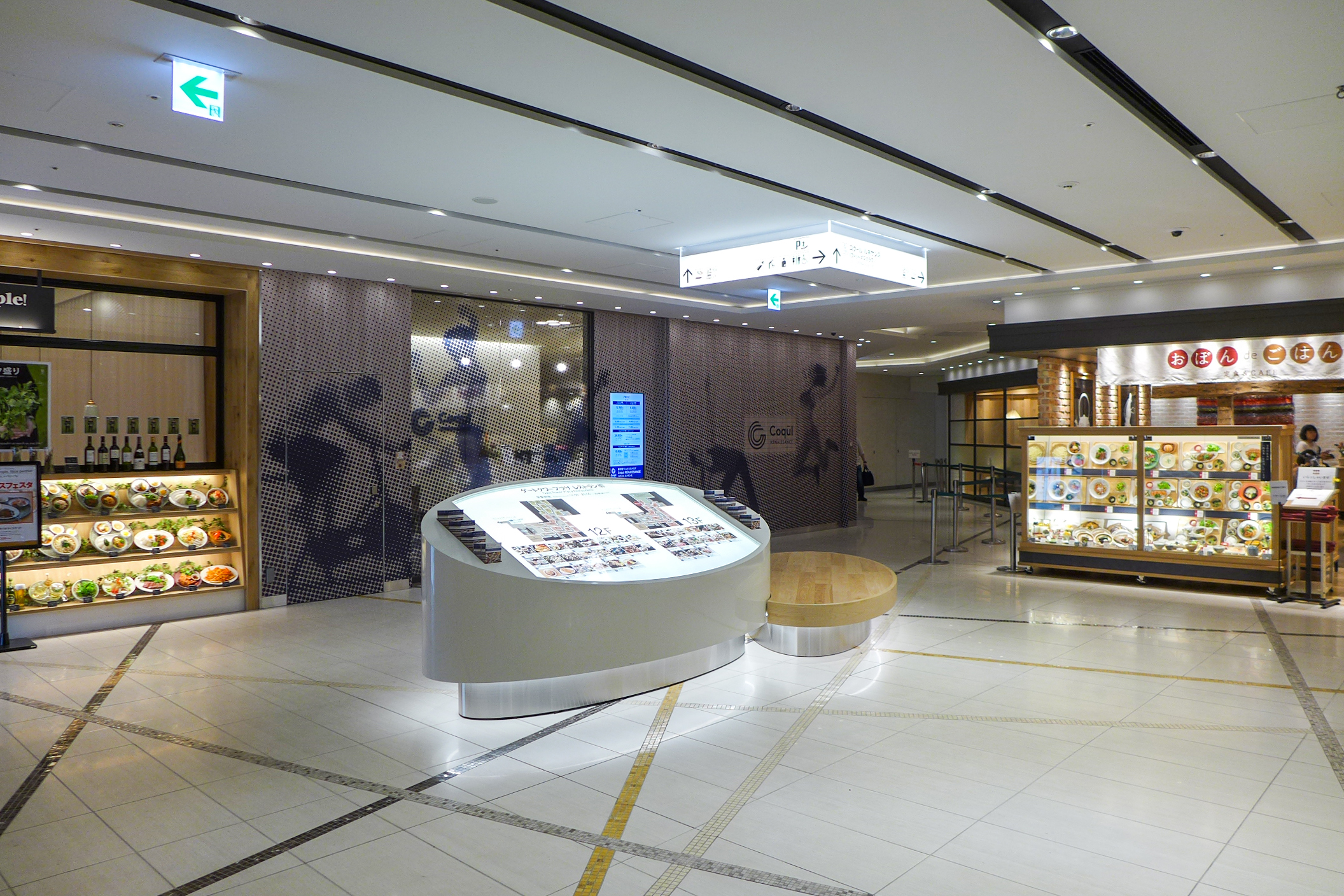
13樓食肆專層
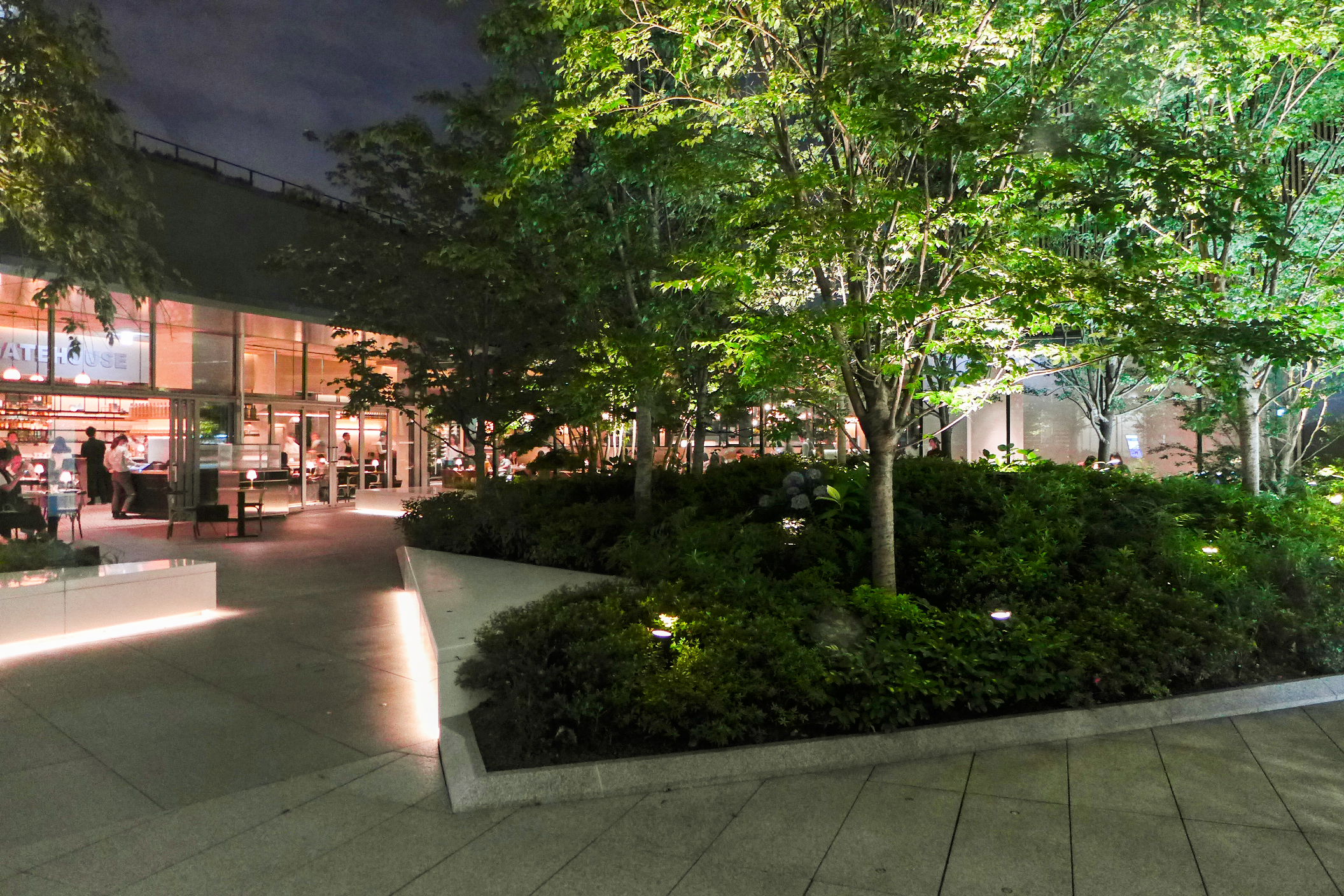
15樓戶外庭園
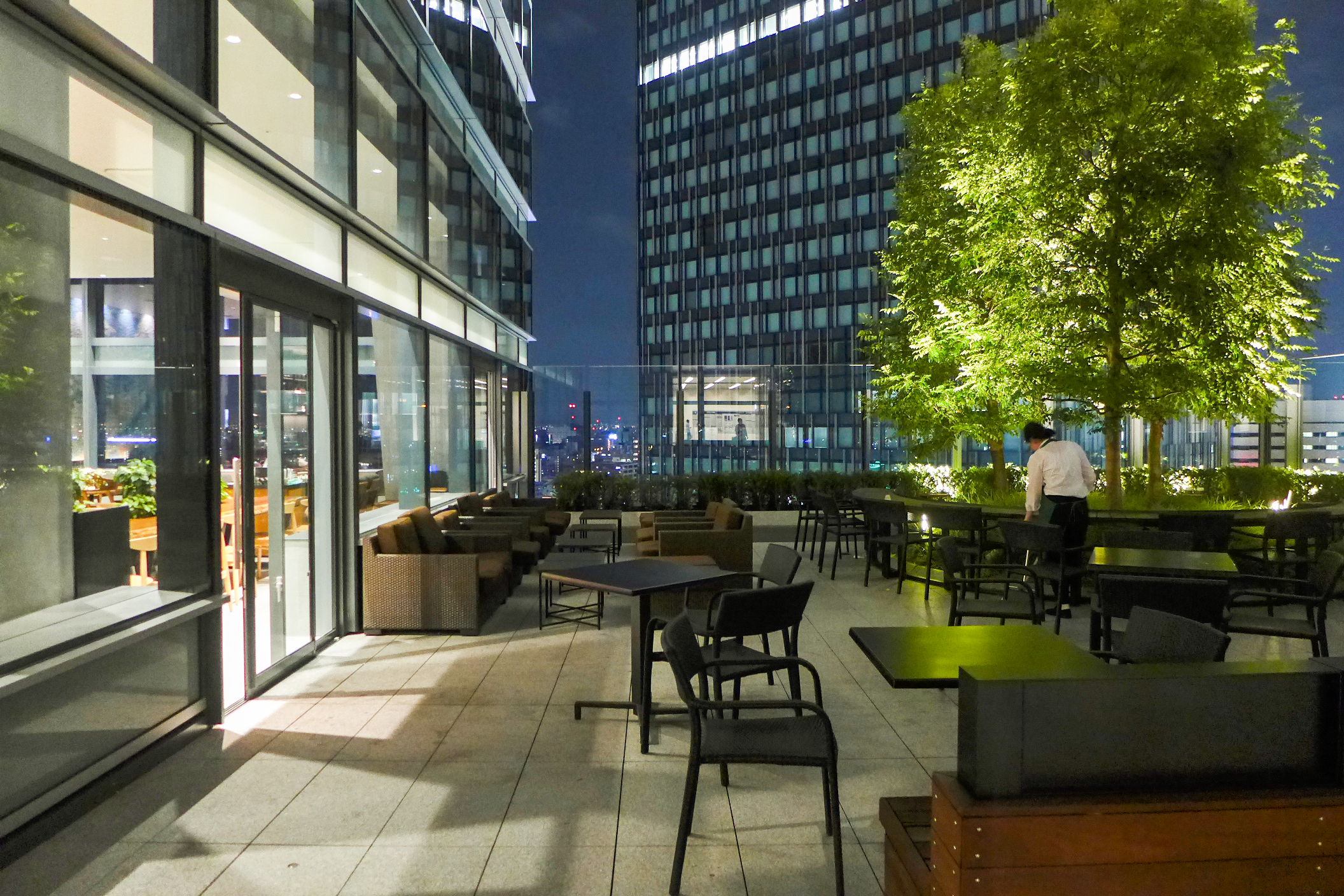
15樓設日本目前最高的星巴克，並設露天花園
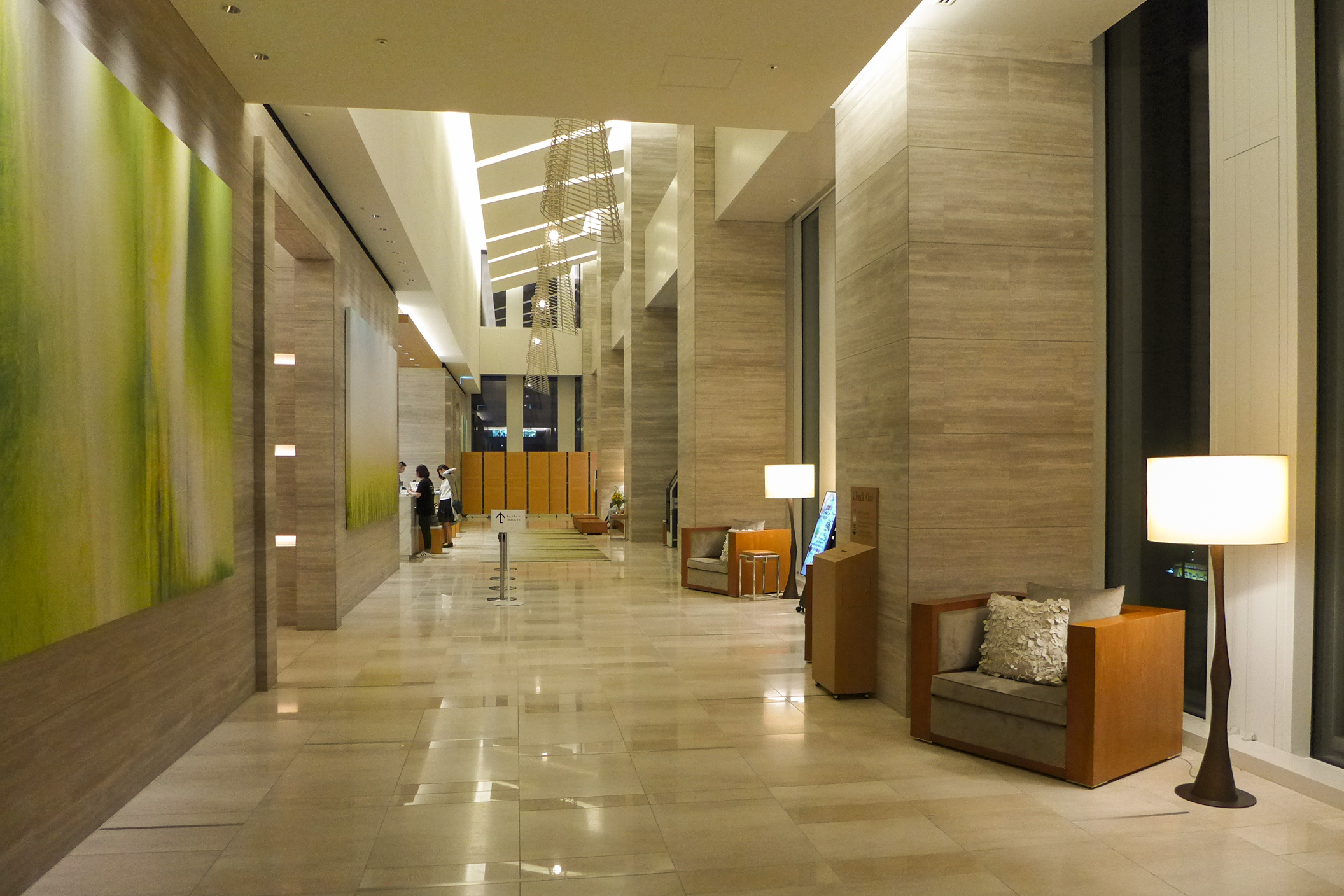
JR GATE TOWER大飯店大堂

## 鄰近
- JR中央大廈
- JP Tower名古屋（日语：JPタワー名古屋）
- 中部地方廣場大廈
- 大名古屋ビルヂング

## 外部連結
- JR Gate Tower官方網站 （日語）
- Gate Tower 簡介[永久] （日語）
- 名古屋JR GATE TOWER大飯店 （页面存档备份，存于） （日語）